# Tượng đài Chiến thắng, Bangkok

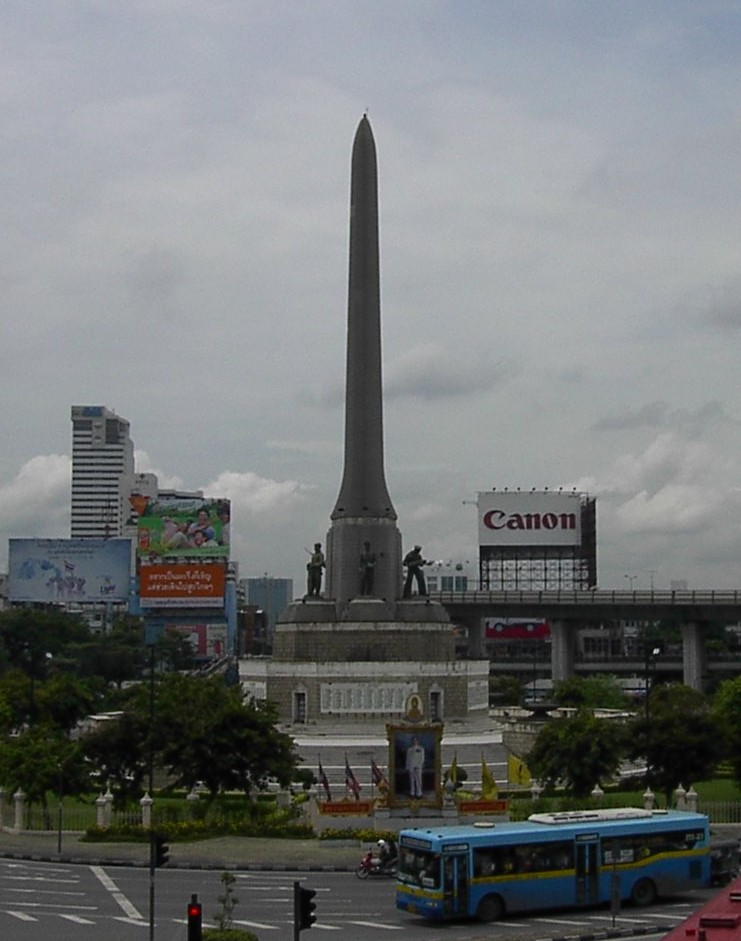
Tượng đài Chiến thắng, Bangkok

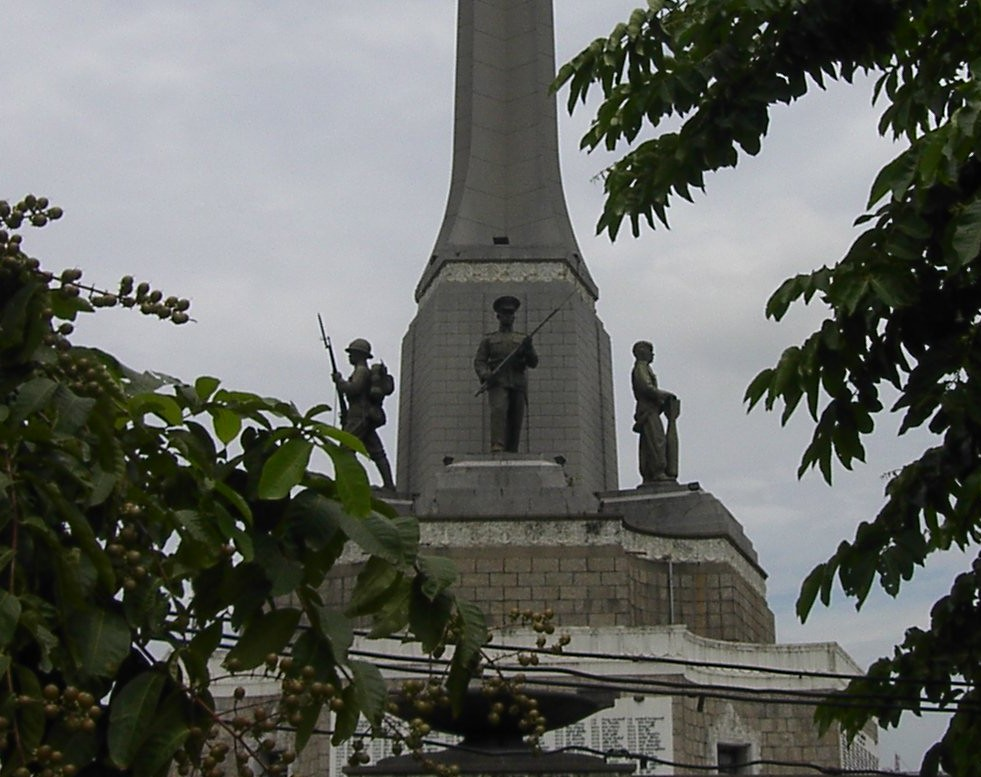
Tượng đài Chiến thắng: các bức tượng chiến sĩ

Tượng đài Chiến thắng hay Anusawari Chai Samoraphum (tiếng Thái: อนุสาวรีย์ชัยสมรภูมิ, phiên âm: A-nu-xa-va-li Chai Xa-mo-la-bum) là một tượng đài quân sự lớn ở Bangkok, Thái Lan. Tượng đài tọa lạc ở quận Ratchathewi về phía đông bắc của trung tâm Bangkok, trên một đảo giao thông giữa giao lộ Phahon Yothin/Phaya Thai và Ratchawithi/Din Daeng.
Tượng đài này được dựng năm 1941 để kỷ niệm chiến thắng tháng 6 năm 1941 của người Thái trong cuộc chiến tranh chớp nhoáng với chính quyền thực dân Pháp ở Đông Dương, mà chiến thắng này đã dẫn đến việc Thái Lan sáp nhập một vài lãnh thổ ở phía tây Campuchia và bắc và nam Lào. Đây là những lãnh thổ mà Vương quốc Xiêm đã bị buộc phải nhượng cho Pháp trong các năm 1893 và 1904. Những người Thái theo chủ nghĩa dân tộc Đại Thái coi đây là những lãnh thổ hợp pháp của Thái Lan.
Trên thực tế, giao chiến giữa người Thái và người Pháp tháng 12 năm 1940 và tháng 1 năm 1941 diễn ra chớp nhoáng và không phân thắng bại. Chỉ có 59 binh lính Thái tử trận và việc giàn xếp lãnh thổ cuối cùng bị Nhật Bản áp đặt cho cả hai bên do Nhật không muốn thấy chiến tranh kéo dài giữa hai đồng minh khu vực, tại thời điểm Nhật đang chuẩn bị tiến hành cuộc chiến xâm lược Đông Nam Á.  Những gì Thái Lan giành được ít hơn họ đã kỳ vọng trước đó, mặc dù nhiều hơn những gì mà Pháp muốn nhường. Tuy nhiên chế độ của Thống chế Plaek Phibunsongkhram của người Thái đã quyết định ăn mừng cuộc chiến này như là một chiến thắng vĩ đại và đã cho xây dựng tượng đài trong vài tháng. Thiết kế tượng đài này hoàn toàn theo kiểu phương Tây với hình dáng khác hẳn với Tượng đài Dân chủ gần đó sử dụng biểu tượng và hình dáng theo phong cách Thái. Đài kỷ niệm trung tâm dù có nguồn gốc từ Ai Cập được thường xuyên sử dụng ở châu Âu và châu Mỹ trong các đài tưởng niệm quân sự do nó có hình dạng gợi đến quyền thế nam tính và hình thanh kiếm. Năm bức tượng xung quanh đại diện cho lục quân, hải quân, không quân, cảnh sát và quan chức dân sự. Tượng đài này đã trở thành một điều răc rối về phương diện chính trị khi năm 1945 quân Đồng Minh chiến thắng trong trận chiến Thái Bình Dương và đã buộc Thái Lan di tản ra khỏi lãnh thổ mà Thái Lan đã giành được từ tay người Pháp và trả lại cho Pháp. Nhiều người Thái xem tượng đài này như một biểu tượng không phù hợp của chủ nghĩa quân sự và là chứng tích của một chế độ tai tiếng. Tuy nhiên, đây vẫn là địa điểm nổi bật của Bangkok. Nhiều giao lộ chính của Bangkok chạy qua đây với nhiều tuyến xe bus, ga Xe lửa trên cao Bangkok phía nam tượng đài. Các tuyến xe bus có: 8, 12, 14, 18, 92, 96, 97, 108, 112, 26, 27, 28, 29, 34, 38, 39, 54, 59, 63, 74, and 77. Nhiều tuyến xe cũng sử dụng tượng đài này làm mốc.